# Kor (arhitektura)
Kor je območje v večji cerkvi ali stolnici, ki zagotavlja sedeže za duhovščino in cerkveni zbor. Največkrat je v delu svetišča med prezbiterijem in ladjo, kjer sta oltar in cerkveni tabernakelj. V večjih srednjeveških cerkvah so bili sedeži oz. korne klopi poravnane s stranico cerkve, torej pravokotno na sedeže za vernike v ladji. Manjše srednjeveške cerkve sploh niso imele kora v arhitekturnem smislu, pogosto pa ga ni v cerkvah, ki so bile zgrajene po protestantski reformaciji, čeprav jih je neogotika oživila kot posebnost.
Kot arhitekturni izraz "kor" ostaja drugačen od dejanske lokacije katerega koli pevskega zbora – ta je lahko na različnih mestih in pogosto pevci pojejo na empori, ki je običajno nad vrati na liturgičnem zahodnem koncu. V sodobnih cerkvah je kor lahko sredinsko za oltarjem ali prižnico.
Zadnji kor ali retro kor je prostor za velikim oltarjem in za korom, v katerem je lahko majhen oltar, ki stoji skupaj in za glavnim oltarjem.

## Zgodovina
V zgodnji cerkvi je bilo svetišče neposredno povezano z ladjo. Kor je bil preprosto vzhodni del ladje in je bil ograjen z zaslonom ali nizko ograjo, imenovano cancelli. Razvoj arhitekturne značilnosti, imenovane kor, je rezultat liturgičnega razvoja, ki ga je povzročil konec preganjanj pod Konstantinom Velikim in vzpon meništva. Besedo kor so prvič uporabili pripadniki latinske cerkve. Izidor Seviljski in Honorij iz Autuna pišeta, da izraz izhaja iz corona, krog duhovščine ali pevcev, ki so obkrožali oltar.
Ko je bil kor prvič predstavljen, je bil pritrjen na bemo, dvignjeno ploščad v sredini ladje, na kateri so bili sedeži za višjo duhovščino in pult za branje svetih spisov. To ureditev je še vedno mogoče opaziti v baziliki Marije Snežne v Rimu. Sčasoma sta se bema (ali prezbiterij) in kor premaknila proti vzhodu na trenutni položaj. V nekaterih cerkvah, kot je Westminstrska stolnica, je kor urejen v apsidi za oltarjem.
Arhitekturni detajli kora so se razvili kot odgovor na njegovo funkcijo kot kraj za liturgične ure in božje službe s strani meniške bratovščine ali kapitlja kanonikov. Stolnica je veljala za duhovniški del cerkve in vsi so v ta namen šteli za del duhovščine. Po reformaciji, ko se je število duhovščine, prisotne tudi v velikih cerkvah in stolnicah, zmanjševalo, laični predstavniki pa so postajali pogostejši, so se pogosto pojavljali ugovori, da bi jih umestili v tradicionalne korne klopi v koru. Prižnica in govornica sta običajno na sprednji strani kora, čeprav sta tako katoliška kot protestantska cerkev včasih prestavili prižnico v ladjo zaradi boljše slišnosti. Orgle so lahko tukaj ali na višini drugje v cerkvi. Nekatere stolnice imajo za velikim oltarjem še retro kor, ki se odpira proti vzhodu proti kapelam na vzhodnem robu.
Po reformaciji so protestantske cerkve na splošno premaknile oltar (danes ga pogosto imenujejo obhajilna miza) naprej, običajno na sprednjo stran svetišča, in pogosto uporabljale laične pevske zbore, ki so bili postavljeni v galeriji na zahodnem koncu. Kor in zadnji del prezbiterija sta se v cerkvah, ki so preživele iz srednjega veka, malo uporabljala, nove cerkve pa so ga zelo pogosto izpustile. S poudarkom na pridigah in njihovi slišnosti so nekatere cerkve preprosto spremenile svoje kore v del za kongregacijo. Različni pristopi k bogoslužju so v 20. stoletju spet težili k potiskanju oltarjev v večjih cerkvah naprej, k temu, da so bližje kongregaciji, in prezbiterij spet tvega, da bo manj izkoriščen del cerkve.

## Korne klopi
Območje kora zavzemajo včasih fino izrezljani in okrašeni leseni sedeži, znani kot korne klopi, kjer duhovščina med bogoslužjem sedi, stoji ali kleči. Kor je lahko opremljen z dolgimi klopmi ali individualnimi sedeži. Vzporedno s stenami cerkve je lahko več vrst sedežev.
Uporaba kornih sedežev (v nasprotju s klopmi) je bolj tradicionalna v samostanih in kolegijskih cerkvah. Samostanski kori so pogosto opremljeni s sedeži, katerih sedalo se dvigne, ko menihi stojijo, in se zložijo, ko sedijo. Pogosto ima sedež na tečajih na spodnji strani mizerikordijo (majhen lesen sedež), na katero se lahko nasloni, ko stoji med dolgimi službami. Zgornji del meniške sedilije je oblikovan tako, da omogoča naslon za glavo med sedenjem, pri stoječem pa naslon za roke. Samostani imajo pogosto stroga pravila glede tega, kdaj menihi smejo sedeti in kdaj morajo stati med bogoslužjem.
Korne klopi so pogostejše v župnijskih cerkvah. Vsaka klop ima lahko na hrbtni strani pritrjena oblazinjen klečalnik, tako da lahko oseba zadaj kleči ob ustreznem času med službami. Sprednja vrsta ima pogosto pred seboj dolg prie-dieu, na katerega lahko člani kora položijo svoje knjige, in ki je lahko opremljena tudi s klečali.
V stolnici je običajno v tem prostoru škofov prestol oziroma cathedra.

## Slike
- Korne klopi v Boston Stump, Lincolnshire. Na dvignjenem sedišči se vidi mizerikordije
- Umetniško izrezljane korne klopi v Buxheim Charterhouse, avtor Ignaz Waibl
- Korne klopi (kathisma) v vzhodno pravoslavni cerkvi na klirosu z analogijo za liturgične knjige
- Kipec na naslonjalu korne klopi v baziliki Saint-Materne, Walcourt Belgija
- Korne klopi iz apnenca s še vidnimi sledovi srednjeveške barve, cerkev Burs, Gotland, Švedska
- Korne klopi v Santa Maria Gloriosa dei Frari, Benetke